# Hôtel Bullion

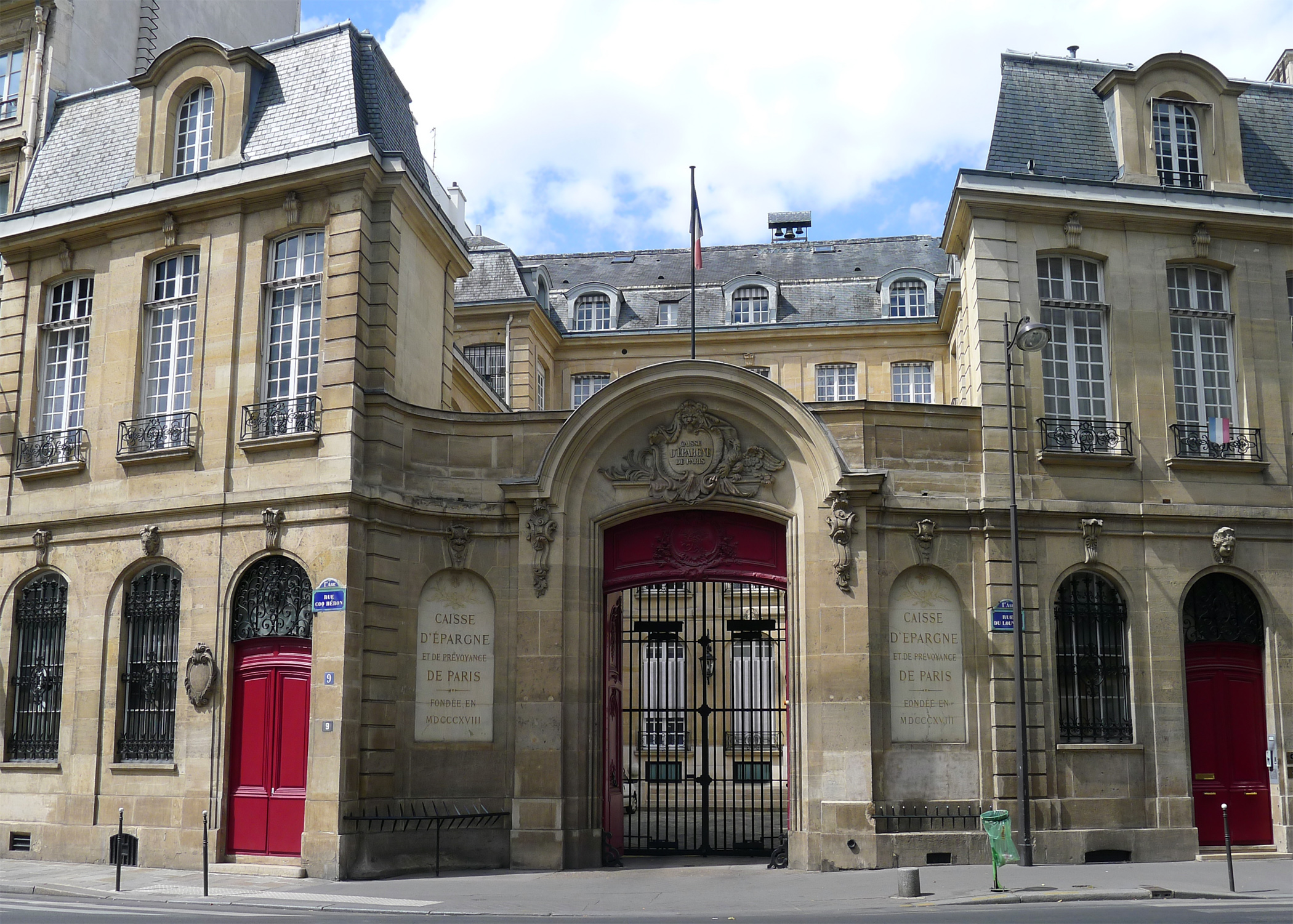
Die Fassade des Hôtel Bullion an der Ecke der Rue Cog-Héron (links) und der Rue du Louvre (rechts)

Das Hôtel Bullion oder Hôtel Thoinard (auch Thoynard) ist ein kleiner Teil des ehemaligen Wohnhauses von Claude de Bullionaus der Familie Bullion, dem Surintendant des Finances Ludwigs XIII. aus dem 17. Jahrhundert, das im 18. Jahrhundert umgebaut wurde. Es befindet sich in der Rue Coq-Héron 9, an der Ecke zur Rue du Louvre, im 1. Arrondissement von Paris.
Das Hôtel Bullion erhielt seinen Namen von Claude de Bullion, der es 1613 kaufte;; es lag zwischen der Rue du Coq-Héron und der Rue Plâtriere (heute Rue Jean-Jacques-Rousseau). Der Architekt Salomon de Brosse vergrößerte es 1614, und auch in der Folgezeit wurden verschiedene Umbauten vorgenommen. 

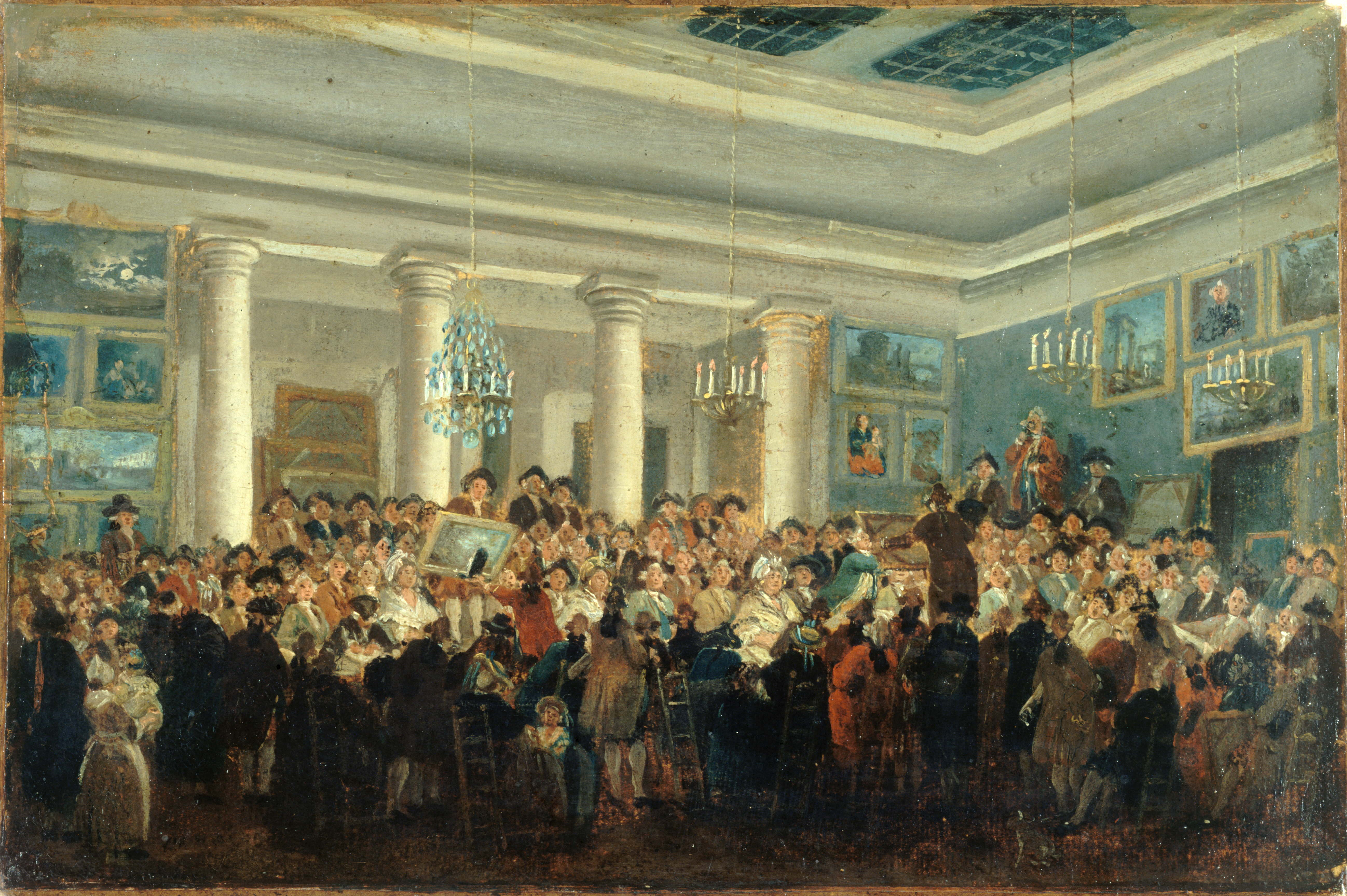
Pierre-Antoine Demachy, Öffentlicher Verkauf von Bildern im Hôtel Bullion, um 1785, Musée Carnavalet

Vor der Revolution und während des Ersten Kaiserreichs diente das Hotel als Auktionshaus.
Ab 1844 beherbergte es die Caisse d’Épargne, die 1818 unter dem Namen Caisse d’Épargne et de Prévoyance de Paris gegründet worden, und gilt heute als „historischer Sitz“ dieser Bank. Der ursprüngliche Sitz befand sich jedoch vor 1844 bei der Compagnie royale d’Assurances, die in der Rue de Richelieu 104 untergebracht war.

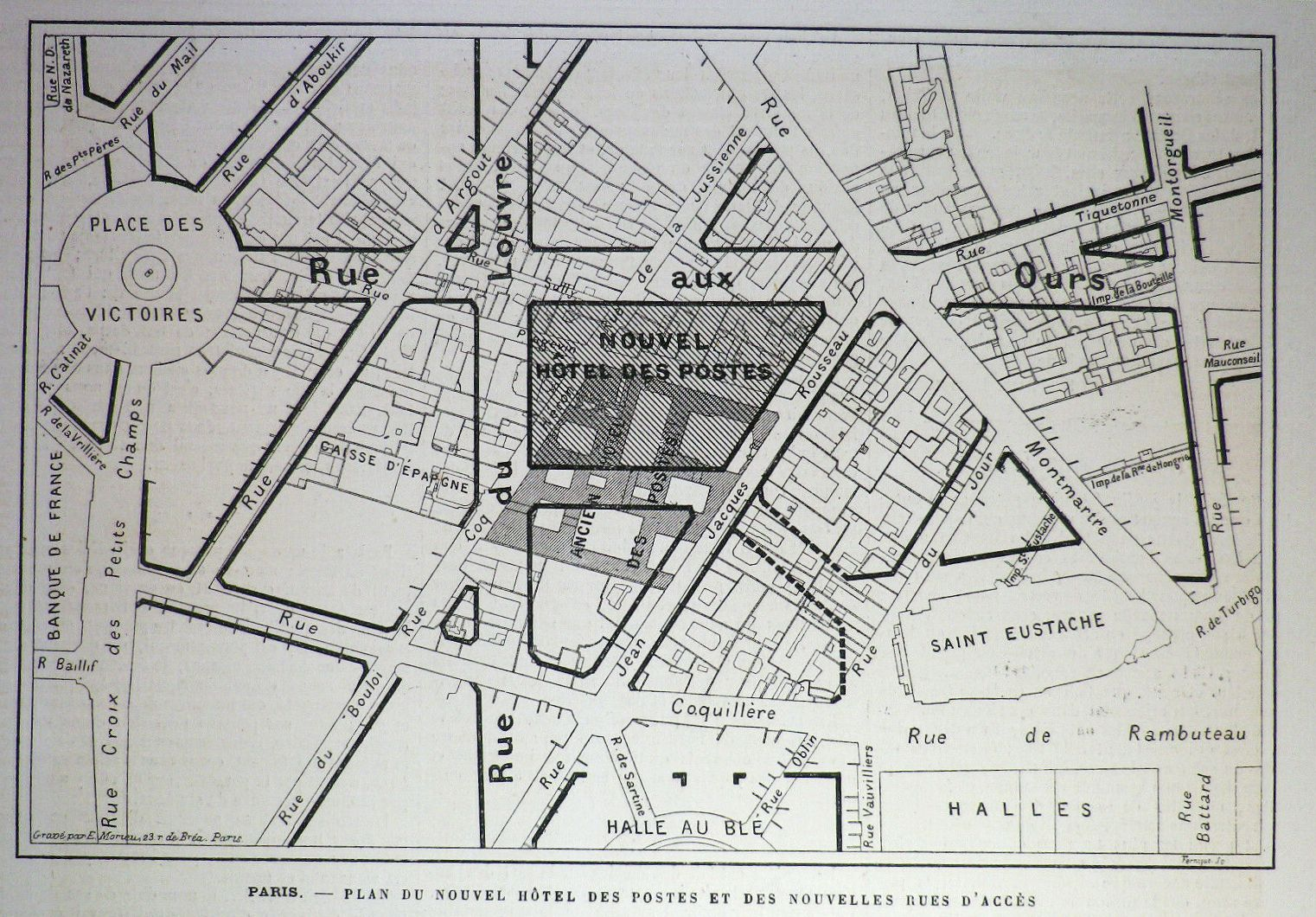
Plan des Viertels mit dem neuen Hôtel des Postes und der Caisse d’Épargne linkes daneben (1880)

Es verschwand teilweise, als 1853 die Rue du Louvre gebaut wurde. Der Rest ist seit dem 24. März 1925 als historisches Denkmal eingetragen. Es ist alles, was vom ehemaligen Hôtel Bullion in der Rue Plâtrière übrig geblieben ist.

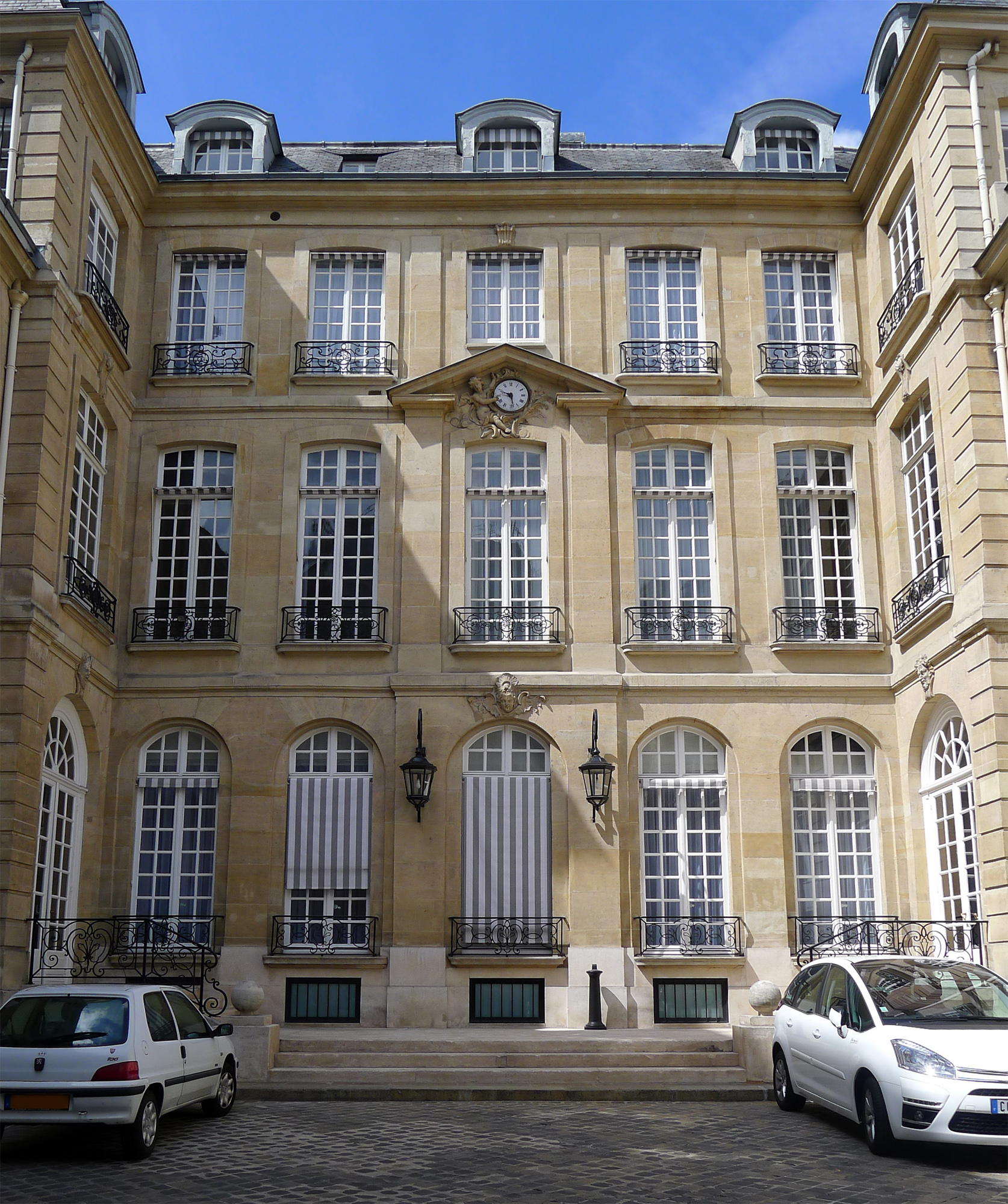
Innenhof des Hôtel Bullion